# Cătălin Dascălu

a Compétitions nationales et continentales officielles uniquement.

b Matchs officiels uniquement.
Dernière mise à jour le 14 septembre 2023.
Cătălin Dascălu, né à Gura Humorului, le 13 avril 1984, est un joueur de rugby à XV Roumain évoluant au poste de centre avec la Roumanie et le RC Steaua Bucarest.

## Carrière

### En sélection nationale
Il a disputé son premier match avec l'équipe de Roumanie le 3 juin 2006 contre l'équipe d'Ukraine.

### En club
- Champion de Roumanie en 2004 et 2007 avec le Dinamo Bucarest.

### En sélection nationale
- 51 sélections entre 2006 et 2015.
- 6 essais (30 points).

- En Coupe du monde :
  - 2007 : 1 match